# Industry Giant II
Industry Giant II est un jeu vidéo de gestion sorti le 15 septembre 2002 en France et développé par JoWood Productions. Il fait suite au premier volet Industry Giant sorti quatre ans plus tôt.

## Système de jeu
Il s'agit d'un jeu de gestion de production, acheminement et vente de marchandises.
Le joueur doit décider où construire les usines de matières premières (mines, fermes, …), les usines de transformation (scierie, fonderie, usines de tissus ou d'alimentation), les usines de production d'objets. Les objets sont stockés dans des entrepôts à proximité des usines. Les denrées sont ensuite acheminées par route, bateau, train ou aéronef. Enfin, le joueur place les magasins dans les villes, selon la demande escomptée.
Chaque action a un coût (la construction des usines, modes de transport et magasins, la production, le transport, le stockage) et la vente des marchandises rapporte un bénéfice.
Le but du jeu est, globalement, de dégager des bénéfices pour développer la société.
Il existe un mode de jeu infini (libre), et un mode campagne avec trois niveaux de difficulté et des objectifs précis pour chaque mission (exemple : atteindre une valeur de 5 millions pour l'entreprise, ou encore fournir au moins 50 % de la demande en pain de la région).

## Extension
- Une extension, Industry Giant II: 1980 - 2020 est sortie le 22 août 2003[3].